# Le Double
Le Double è un film del 1923 diretto da Alexandre Ryder.

## Trama
Il dottor Johannés, sta ricercando lo sdoppiamento della personalità su René de Varennes, un uomo che ha tentato il suicidio per via della sua situazione finanziaria.